# Devil Without a Cause
Devil Without a Cause – czwarty album studyjny amerykańskiego wokalisty i muzyka Kid Rocka. Wydawnictwo ukazało się 18 sierpnia 1998 roku nakładem wytwórni muzycznej Atlantic Records.

## Lista utworów
Opracowano na podstawie materiału źródłowego.
| Nr  | Tytuł utworu                                        | Autorzy                                                                                 | Długość |
| --- | --------------------------------------------------- | --------------------------------------------------------------------------------------- | ------- |
| 1.  | „Bawitdaba”                                         | Kid Rock, Matthew Shafer, Jason Krause                                                  | 4:27    |
| 2.  | „Cowboy”                                            | Kid Rock, Matthew Shafer, John Travis, James Trombly                                    | 4:17    |
| 3.  | „Devil Without a Cause (featuring Joe C.)”          | Kenny Olson, Kid Rock, Matthew Shafer, Too $hort, Larry Smith, Jalil "Whodini" Hutchins | 5:32    |
| 4.  | „I Am the Bullgod”                                  | Kid Rock                                                                                | 4:50    |
| 5.  | „Roving Gangster (Rollin')”                         | Kid Rock, Matthew Shafer, Mark Morales, Darren Robinson, Andy Nehra, Damon Wimbley      | 4:24    |
| 6.  | „Wasting Time”                                      | Kid Rock, Matthew Shafer, Lindsey Buckingham                                            | 4:02    |
| 7.  | „Welcome 2 the Party (Ode 2 the Old School)”        | Kid Rock, Matthew Shafer, Lamont Dozier, Eddie Holland, Brian Holland                   | 5:14    |
| 8.  | „I Got One for Ya' (featuring Robert Bradley)”      | Kenny Olson, Kid Rock, Matthew Shafer, John Travis, Jerry Williams                      | 3:43    |
| 9.  | „Somebody's Gotta Feel This”                        | Kid Rock, Matthew Shafer, Kenny Olson, John Travis                                      | 3:09    |
| 10. | „Fist of Rage”                                      | Kid Rock, Matthew Shafer, John Travis                                                   | 3:23    |
| 11. | „Only God Knows Why”                                | Kid Rock, Matthew Shafer, John Travis                                                   | 5:27    |
| 12. | „Fuck Off (featuring Eminem)”                       | Kid Rock, Matthew Shafer, Marshall Mathers, Jason Krause                                | 6:13    |
| 13. | „Where U at Rock”                                   | Kid Rock                                                                                | 4:24    |
| 14. | „Black Chick, White Guy / I Am the Bullgod (Remix)” | Kid Rock                                                                                | 12:01   |
|     |                                                     |                                                                                         | 1:11:06 |

## Listy sprzedaży
| Lista                      | Kraj              | Pozycja | Status              |
| -------------------------- | ----------------- | ------- | ------------------- |
| Billboard 200              | Stany Zjednoczone | 4       | 11x platynowa płyta |
| Billboard Catalog Albums   | Stany Zjednoczone | 3       | 11x platynowa płyta |
| Billboard Hard Rock Albums | Stany Zjednoczone | 24      | 11x platynowa płyta |
| Media Control Charts       | Niemcy            | 82      |                     |
| Ö3 Austria Top 40          | Austria           | 28      |                     |
| UK Albums Chart            | Wielka Brytania   | 172     |                     |